# Senatus consultum ultimum
Senatus consultum ultimum (em português:  "Decreto final do Senado"), amplamente abreviado como SCU, conhecido também como Senatus consultum de re publica defendenda (em português:  "Decreto do Senado defendendo a República"), é um termo moderno (baseado na escolha de palavras de Júlio César em "Guerras Civis" 1.5) utilizado para descrever um tipo específico de decreto (senatus consultum) do Senado Romano nos anos finais da República Romana utilizado apenas em emergências. A primeira vez que ele foi oficialmente utilizado foi logo antes da queda de Caio Graco, em 121 a.C., e depois muitas outras vezes, incluindo durante a Revolta de Lépido (77 a.C.), a Conspiração Catilina (63 a.C.) e antes da travessia do Rubicão por Júlio César (49 a.C.). O senatus consultum ultimum substituiu na prática o poder conferido ao ditador removendo as limitações aos poderes dos magistrados romanos para preservarem o estado.
Representantes da facção dos populares tentaram questionar a validade deste decreto emergencial durante os noventa anos de sua existência, sem sucesso. Entre eles, o mais ferrenho adversário foi Júlio César, que não tentou questionar o decreto totalmente, mas somente a sua habilidade de superar os direitos populares de intercessio e provocatio. Ele conseguiu utilizar esta posição como desculpa para iniciar uma guerra civil que terminaria colocando-o na posição de ditador, a função que o SCU pretendia substituir. Em suma, o SCU era um decreto emergencial através do qual os cônsules, com o apoio do Senado, poderia "reivindicar a força ditatorial". Como era o caso dos antigos ditadores, nenhuma ação obrigatória se seguia à aprovação do decreto e o uso da força ficava a critério dos cônsules. O SCU era considerado "melhor" do que uma ditadura considerando a constituição romana, uma vez que ele entregava o poder apenas aos mais altos magistrados seguindo o princípio da colegialidade. Ao contrário da ditadura, o SCU foi utilizado quase que exclusivamente para tratar de assuntos internos e não conflitos militares.
Depois da ascensão do Principado, já não havia mais necessidade deste tipo de decreto por conta do poder virtualmente ilimitado dos imperadores.

## Contexto e terminologia
Desde a fundação da República Romana, a ditadura foi o principal poder emergencial à disposição do Sneado. Em um senatus consultum, os senadores autorizavam os cônsules romanos a nomearem um ditador que receberia o imperium magnum, um poder ilimitado para agir em períodos de emergência (geralmente militares) até que a crise fosse superada (nunca mais do que seis meses). A ditadura era a única exceção às regras de colegialidade e responsabilidade, o que significava que o ditador não podia ser responsabilizado por nenhum ato oficial. Esta situação mudou por volta de 300 a.C., quando, contra a própria natureza do cargo, a ditadura também foi submetida às regras de provocatio ("apelação"). Na prática, a Assembleia da plebe podia ser convocada para anular um ato executivo de um ditador. Por conta disto, a própria ditadura acabou caindo em desuso depois de 202 a.C..
O senatus consultum ultimum, que apareceu como alternativa à ditadura no final do século II a.C., não tem um nome específico nas fontes antigas, nas quais ele é geralmente mencionado "citando as recomendações de abertura ao magistrado que comandou sua aprovação" e é desta forma que os SCU foram sendo encontrados ao longo dos anos. Seu nome moderno deriva de uma seção de De Bello Civili, de Júlio César: "[...] decurritur ad illud extremum atque ultimum senatus consultum". Como esta é a menção mais abreviada ao decreto disponível nas fontes antigas, "o termo [...] parece ter pegado". O termo utilizado oficialmente era muito mais longo. Gerhard Plaumann afirma que era "de ea re ita censuere: uti [...] rem publicam defendant operamque dent [ou videant] ne quid res publica detrimenti capiat", tendo "destilado" esta forma de diversas fontes que citam estes decretos. Ele argumenta, portanto, que "senatus consultum de re publica defenda" ou "semi-ditadura" seriam termos mais adequados.
A natureza vaga do termo é justamente o que fez com que sua própria legalidade fosse questionada. A palavra "ultimum" ("final") não indica que o decreto seria o último aprovado pelo Senado ou que ele seria um "ultimatum", mas que este decreto deveria ser entendido como sendo a "última alternativa".

## História

### Criação do SCU
Já no final do período republicano, o grupo aristocrático dos senadores, conhecido como optimates, perceberam a necessidade de um novo poder emergencial que não estivesse submetido aos direitos públicos de provocatio e ao poder de intercessio dos tribunos da plebe especialmente por causa da proposta de reforma agrária defendida pelo tribuno Tibério Graco, líder da facção dos populares, adversária dos optimates. Até então, não havia como conter um tribuno que apelasse diretamente à Assembleia da plebe para transformar sua agenda em lei.

### 133 a.C.: primeiro SCU contra Tibério Graco
Depois que Tibério Graco foi reeleito, um rumor se espalhou de que ele pretendia se tornar rei de Roma, um crime capital. Ao saber disto, os senadores se indignaram e a maioria decidiu intervir de forma violenta. Um dos cônsules eleitos, Públio Múcio Cévola foi contra e argumentou que um ato desta natureza seria contra as leis romanas. Apesar de seus protestos, o Senado aprovou um "decreto final". Cévola se recusou a executar qualquer ato de violência sem que Tibério e seus aliados tivessem eles próprios realizado atos violentos. Diante desta indecisão, o primo de Graco, Públio Cornélio Cipião Násica Serapião, o pontífice máximo, exclamou: "Qui rem publicam salvam esse vult, me sequatur!" ("Os que desejam salvar a República, sigam-me!"). O grupo de Cipião Násica Serapião atacou Tibério, que foi morto no confronto, uma clara violação da sacrossantidade dos tribunos da plebe.
Alguns estudiosos, como Golden e Lintott/Momigliano, duvidam que este caso corresponda a um SCU propriamente dito, uma vez que o magistrado mais alto da República, o cônsul, tenha decidido não agir com base nele. Plaumann defendeu que este raciocínio segue a lógica falaciosa de que um decreto só seria válido depois que um magistrado o executasse, mesmo admitindo que, na sua opinião, uma relutância em realizá-lo fosse possível. O assassinato de Tibério Graco não seria, neste caso, coberto por um SCU, pois não foi o cônsul que o realizou. Chen Kefeng lembrou que "em comparação com períodos posteriores, [este SCU] foi incomum e não conforme com a fórmula ortodoxa por causa da falta de cooperação do magistrado mais alto".

### Tentativas de reforçar os poderes públicos contra o Senado
Depois do precedente estabelecido em 133 a.C., diversas opções foram tentadas pela plebe, geralmente associada à facção dos populares, para proteger o direito do provocatio contra o poder executivo. Seguindo o exemplo das Leges Porciae, do começo do século II a.C., a Lex Sempronia de capite civis, proposta pelo irmão de Tibério, Caio Graco, depois de sua eleição a tribuno em 123 a.C. tornou impossível que uma pena capital fosse executada apenas com a ratificação do Senado. A Lex Sempronia pode ser compreendida como uma reação ao destino de Tibério Graco e de seus seguidores, que foram julgados e sentenciados à morte por um tribunal especial sem o apoio popular.

### 121 a.C.: SCU contra Caio Graco
Depois do segundo mandato de Caio Graco como tribuno da plebe, Lúcio Opímio, um conservador, foi eleito cônsul com a missão de lutar contra as propostas de Caio sobre reforma agrária e a expansão da cidadania romana para todos os aliados latinos de Roma. No dia que Opímio planejava repelir as leis propostas por Caio Graco, um de seus aliados foi assassinado numa briga entre os dois grupos, a oportunidade que ele precisava para agir. O Senado passou um SCU e, no dia seguinte, Opímio reuniu os senadores conservadores e seus aliados para expulsar Caio Graco, que acabou assassinado na batalha que se seguiu.
Por causa disto, Opímio foi julgado "quod indemnatos cives in carcerem coniecisset" ("por aprisionar uma pessoa sem julgamento"), mas foi absolvido. Com este precedente legal, o SCU como uma medida acima do provocatio público entrou para o direito romano (mos maiorum).100 a.C.: Caio Mário contra Saturnino
No ano 100 a.C., no sexto consulado de Caio Mário, seu aliado Lúcio Apuleio Saturnino, tribuno da plebe pela segunda vez, pressionou pela aprovação de reformas similares às defendidas pelos Gracos. O Senado se opôs e rapidamente o processo decaiu em violência. Imediatamente os senadores aprovaram um SCU e ordenou que Mário agisse. Apesar de ser um dos líderes da facção dos populares, Mário, diferente de Opímio, decidiu prender Apuleio e seus aliados na Cúria Hostília para que seu destino fosse decidido depois de um debate. Apesar do cuidado, todos acabaram linchados pela multidão.

### 77 a.C.: SCU contra Lépido
Marco Emílio Lépido, um antigo aliado de Lúcio Cornélio Sula e dos optimates, foi eleito ao consulado em 78 a.C.. Já um defensor das teses dos populares, Lépido rapidamente entrou em conflito com seu colega, Quinto Lutácio Cátulo Capitolino e os dois chegaram à beira de uma guerra civil. Para acalmar os ânimos, o Senado enviou Lépido no ano seguinte para governar a província da Gália Transalpina, longe de Roma. Porém, ele retornou no ano seguinte com seu exército e um grupo de seguidores. O Senado aprovou um SCU, que foi executado principalmente por Cátulo, já um procônsul, e Pompeu e não pelos cônsules.

### 63 a.C.–58 a.C.: Ataques ao SCU e a Conspiração Catilinária

#### Julgamento de Rabírio
No início de 63 a.C., logo depois que Cícero assumiu seu cargo de cônsul, Júlio César incitou Tito Labieno, um tribuno que havia perdido seu tio durante o tumulto em 100 a.C., a acusar Caio Rabírio de participar do assassinato de Saturnino e de seus seguidores. O verdadeiro motivo de César era minar a autoridade dos SCU, limitando sua autoridade para interferir nas decisões soberanas do povo. A importância deste julgamento é ilustrada pelo fato de o próprio Cícero, mesmo sendo cônsul, ter decidido liderar a defesa de Rabírio. O julgamento foi realizado na forma já obsoleta do perduélio, com César e seu primo Lúcio Júlio César presidindo. Cícero argumentou que mesmo Rabírio sendo um privatus (um cidadão sem um cargo no estado) e, portanto, não estando empoderado pelo SCU, ele ainda assim tinha o dever, como cidadão romano, de defender o estado contra seus inimigos com base no antigo princípio romano de auto-ajuda. Labieno e César argumentaram o inverso: mesmo que o SCU tenha concedido o poder de executar uma pena de morte, ela só deveria ser executada pelo mais alto magistrado. Rabírio foi condenado, mas escapou da punição através de uma artimanha durante a apelação à Assembleia da plebe. A autoridade dos SCU foi abalada e não houve mais casos de cidadãos comuns atuando com base neles.

#### Cícero expõe a Conspiração Catilinária
Durante seu consulado, Cícero atrapalhou uma conspiração liderada por Lúcio Sérgio Catilina com o objetivo de derrubar a República Romana. Empoderado por um SCU aprovado pelo Senado em 21 de outubro, Cícero proferiu quatro discursos contra Catilina (as "Catilinárias") e conseguiu expulsar os conspiradores da cidade. Os aliados de Catilina, porém, iniciaram um tumulto na cidade para disfarçar uma marcha de Catilina à frente de um exército. Catilina tentou ainda envolver os alóbroges em sua revolta, mas Cícero trabalhou com eles para apresentar as cartas enviadas por Catilina a eles como evidência perante o Senado. Enquanto os conspiradores eram mantidos prisioneiros, o Senado passou a discutir seu destino. Provavelmente por causa da experiência negativa durante o julgamento de Rabírio, Cícero, que podia ter agido por contra própria por causa do SCU, preferiu buscar o apoio dos demais senadores exatamente como Caio Mário havia feito em 100 a.C.. Depois que a maioria da casa se pronunciou a favor da execução dos envolvidos, Júlio César conseguiu convencer muitos propondo que eles fossem exilados para diferentes cidades italianas até que a revolta terminasse e um julgamento pudesse ser realizado. Ele argumentou que executar os conspiradores iria contra a Lex Sempronia, mais uma tentativa de César de limitar o poder dos SCU subjugando-os às leis do provocatio. Catão, o Jovem, tomou a palavra e convenceu finalmente a casa a permitir a execução da pena de morte. Os conspiradores foram retirados do Tuliano, onde estavam presos, e estrangulados. Apesar de ter recebido o título honorário de Pater Patriae" por seus atos, muito populares entre o povo, Cícero temia uma punição por ter executado cidadãos romanos sem um julgamento.

#### Cícero é exilado
Depois do consulado de Júlio César em 59 a.C., ele ajudou Públio Clódio Pulcro a assumir o posto de tribuno da plebe antes de partir para suas províncias. Clódio, um inimigo antigo de Cícero, usou seu poder para bani-lo alegando que ele teria violado a Lex Sempronia ao executar os conspiradores sem julgamento. O plano maior de César para minar os SCU e subjugá-lo às leis do provocatio parecia ter dado certo até que Cícero retornou, 15 meses depois, celebrado pelo povo.

### 52 a.C.: SCU após o assassinato de Clódio Pulcro
Em 19 de janeiro de 52 a.C., um SCU foi aprovado pelo Senado depois que a opinião pública se voltou contra os senadores por causa dos tumultos ocorridos depois da morte do tribuno Públio Clódio Pulcro, assassinado naquele dia por Tito Ânio Milão no caminho de volta a Roma. O decreto foi endereçado contra os tribunos Quinto Pompeu Rufo, Tito Munácio Planco e Caio Salústio Crispo, aliados de Clódio, que haviam ateado fogo ao corpo dele dentro Cúria, queimando-a até o chão. Quando Pompeu foi declarado "consul sine collega", dois dias depois, o decreto foi utilizado, pois a emergência iminente (os tumultos que impediam a realização das eleições) já haviam terminado.

### 49 a.C.: SCU contra César
Durante seus últimos anos na Gália, Júlio César com razão temia que o Senado pudesse colocá-lo em julgamento por ilegalidades cometidas durante o seu consulado. Para evitar isso, César planejou concorrer ao consulado uma vez mais, mas não quis voltar para Roma enquanto um reles privatus (cidadão sem cargo eletivo). Para isto, o Senado precisaria autorizar que ele concorresse in absentia, uma lei proposta pelo leal tribuno da plebe Caio Escribônio Curião. Depois de duros debates durante todo o ano de 50 a.C., uma minoria no senado simbolicamente entregou a Pompeu uma espada em 1 de dezembro de 50 a.C. como um pedido simbólico para que ele convocasse um exército para defender Roma de César se ele atacasse a cidade quando suas exigências fossem negadas.
Em 1 de janeiro do ano seguinte, Curião retornou a Roma vindo do acampamento de César portando uma carta que os novos tribunos aliados dele, Marco Antônio e Lúcio Cássio, leram para os senadores. Logo depois, o Senado mais uma vez votou uma lei que retirou o comando de César e ordenou que ele voltasse imediatamente para Roma. Imediatamente começaram as negociações entre os dois grupos lideradas por Cícero, que esperava do lado de fora da cidade por seu triunfo. Depois que as negociações fracassaram, o Senado repetiu a votação em 7 de janeiro, que foi imediatamente vetada pelos dois tribunos. Foi nestas condições que o Senado aprovou um SCU com o objetivo de vencer a resistência dos tribunos e garantir que algo fosse feito em relação a César, que foi também declarado inimigo do estado. Alertados sobre o destino de seus predecessores depois da aprovação de um SCU, os dois tribunos fugiram de Roma na mesma noite. César soube dos eventos em 10 de janeiro quando estava em Ravena. No dia seguinte, ele cruzou o Rubicão e tomou Arímino, onde se encontrou com Antônio e Cássio. Lá, César discursou para seus homens e usou os tribunos como provas vivas da legitimidade de seus atos; ele também chamou o SCU de um "novo exemplo" (em latim: "novum exemplum") de desacordo com o direito romano. César argumentou que nem mesmo Sula havia ousado tocar no direito de um tribuno de interpor seu veto como o Senado havia feito daquela vez com a ameaça de violência armada. Estes eventos resultaram na Grande Guerra Civil da República Romana.

### Exemplos adicionais e obsolescência
Há diversos outros exemplos de SCUs aprovadas durante os anos finais da República. O "Oxford Classical Dictionary" fornece outros quatro: em 62 a.C., contra Quinto Cecílio Metelo Nepos e César; em 48 a.C., contra Marco Célio Rufo; em 47 a.C. contra Públio Cornélio Dolabela; e em 40 a.C. contra Salvidieno Rufo. Plaumann cita o SCU de 47 a.C. como um caso excepcional, uma vez que ele foi endereçado a Marco Antônio, o mestre da cavalaria do ditador Júlio César. Ele também cita dois SCUs em 88 a.C. contra perturbações públicas que acabaram resolvidas por Sula. Outro SCU pode ter sido aprovado em 87 a.C., quando o cônsul Cneu Otávio enfrentou seu colega Lúcio Cornélio Cina. Em 43 a.C., depois do assassinato de Júlio César e do começo da guerra entre Otaviano e Marco Antônio, um total de quatro SCUs foram aprovados. Autores como Gerhard Plaumann, cuja obra sobre o tema é considerada como canônica, pouco informam sobre elas. O SCU contra Salvidieno Rufo, em 40 a.C., parece ter sido apenas o cumprimento de uma ordem dos triúnviros.
Finalmente, a estabilidade política propiciada pelo Principado tornou o uso do poder emergencial de um senatus consultum ultimum obsoleto.

## Análise moderna
O debate sobre a legalidade do SCU continua na literatura. Alguns, como Theodor Mommsen e Andrew Lintott, seguem Cícero em sua defesa de Caio Rabírio e descrevem o decreto como uma consequência do princípio romano de "auto-ajuda" e, portanto, sua legalidade descenderia diretamente do coração da constituição romana. Outros, como Kefeng, argumentam que o SCU contradizia os princípios básicos desta mesma constituição e chegam a ponto de afirmar que "a emergência do senatus consultum ultimum é um símbolo do declínio da constituição tradicional".